# Ekstraklasa kobiet w tenisie stołowym (2017/2018)
Ekstraklasa kobiet w tenisie stołowym 2017/2018 – 70. edycja rozgrywek pierwszego poziomu ligowego kobiet w Polsce. Brało w niej udział 10 drużyn.
Triumfatorem rozgrywek został KTS Enea Siarka Tarnobrzeg, który w meczach finałowych pokonał AZS UE Wrocław. Brązowe medale zdobyły drużyny Bebetto AZS AJD Częstochowa i Polmleku Lidzbark Warmiński.

## System rozgrywek
Rozgrywki prowadzone były z udziałem 10 drużyn i były podzielone na dwie fazy: zasadniczą i play-off.
Faza zasadnicza składa się z dwóch rund. Pierwsza runda rozgrywana jest systemem każdy z każdym. W drugiej rundzie gospodarzami spotkań w drugiej rundzie są drużyny, które w pierwszej rundzie w meczu pomiędzy tymi samymi drużynami grały na wyjazdach. Za zwycięstwo drużyny otrzymują 2 punkty, zaś za porażkę nie otrzymują punktów.
Do fazy play-off awansują 4 drużyny. W półfinałach zostaną rozegrane dwumecze. Pary zostaną ustalone na podstawie tabeli po rundzie zasadniczej (1-4, 2-3). Gospodarzami pierwszego meczu będą drużyny z niższego miejsc. Zwycięzcy półfinałów awansują do finału, gdzie zostanie rozegrany dwumecz, a gospodarzem pierwszego meczu będzie drużyna z niższego miejsca po fazie zasadniczej. Drużyna, która wygra finał otrzyma tytuł Drużynowego Mistrza Polski kobiet, puchar i złote medale, a zespół pokonany w finale otrzyma puchar i srebrne medale. Drużyny, które odpadły w półfinałach, otrzymają brązowe medale. Do 1. ligi spadną dwie ostatnie drużyny po fazie zasadniczej.
Każdy mecz składa się z 3-5 gier rozgrywanych kolejno na jednym stole. Mecz kończy się wraz z uzyskaniem przez jedną drużyn trzech zwycięstw. Układ gier w meczu.
| 1. gra | 2. gra | 3. gra | 4. gra | 5. gra |
| ------ | ------ | ------ | ------ | ------ |
| A–X    | B–Y    | C–Z    | A–Y    | B–X    |

## Kluby
| Klub                        | Sezon 2016/2017 |
| --------------------------- | --------------- |
| ATS Białystok               | Awans z 1. ligi |
| AZS UE Wrocław              | Półfinał        |
| AZS UMCS Optima Lublin      | 8. miejsce      |
| Bebetto AZS AJD Częstochowa | Wicemistrz      |
| Bronowianka Kraków          | 7. miejsce      |
| GLKS Scania Nadarzyn        | 5. miejsce      |
| KTS Siarka Enea Tarnobrzeg  | Mistrz          |
| Polmlek Lidzbark Warmiński  | 6. miejsce      |
| SCKiS Hals Wadwicz Warszawa | Awans z 1. ligi |
| SKTS Sochaczew              | Półfinał        |

## Faza zasadnicza
| Poz. | Drużyna                     | M  | Z  | P  | Pojedynki | Punkty |
| ---- | --------------------------- | -- | -- | -- | --------- | ------ |
| 1.   | KTS Siarka Enea Tarnobrzeg  | 18 | 18 | 0  | 54:4      | 36     |
| 2.   | AZS UE Wrocław              | 18 | 15 | 3  | 46:23     | 30     |
| 3.   | Bebetto AZS AJD Częstochowa | 18 | 12 | 6  | 42:23     | 24     |
| 4.   | Polmlek Lidzbark Warmiński  | 18 | 11 | 7  | 42:36     | 22     |
| 5.   | SKTS Sochaczew              | 18 | 10 | 8  | 40:31     | 20     |
| 6.   | GLKS Scania Nadarzyn        | 18 | 9  | 9  | 33:33     | 18     |
| 7.   | Bronowianka Kraków          | 18 | 8  | 10 | 30:38     | 16     |
| 8.   | KTS Optima Lublin           | 18 | 5  | 13 | 27:43     | 10     |
| 9.   | SCKiS Hals Wadwicz Warszawa | 18 | 2  | 16 | 15:49     | 4      |
| 10.  | ATS Białystok               | 18 | 0  | 18 | 5:54      | 0      |

|     | BIA | CZĘ | KRA | LDW | LUB | NAD | SOC | TAR | WAR | WRO |
| BIA | –   | 0:3 | 0:3 | 0:3 | 1:3 | 0:3 | 1:3 | 0:3 | 1:3 | 0:3 |
| CZĘ | 3:0 | –   | 3:0 | 3:2 | 3:1 | 3:0 | 3:2 | 1:3 | 3:0 | 2:3 |
| KRA | 3:1 | 0:3 | –   | 2:3 | 3:2 | 1:3 | 3:1 | 0:3 | 3:2 | 0:3 |
| LDW | 3:1 | 3:2 | 1:3 | –   | 3:1 | 3:2 | 3:1 | 1:3 | 3:1 | 2:3 |
| LUB | 3:0 | 0:3 | 0:3 | 2:3 | –   | 3:1 | 1:3 | 1:3 | 3:1 | 1:3 |
| NAD | 3:0 | 0:3 | 3:0 | 2:3 | 3:2 | –   | 1:3 | 0:3 | 3:0 | 0:3 |
| SOC | 3:0 | 3:0 | 3:1 | 3:2 | 3:0 | 2:3 | –   | 0:3 | 3:1 | 2:3 |
| TAR | 3:0 | 3:0 | 3:0 | 3:0 | 3:0 | 3:0 | 3:0 | –   | 3:0 | 3:0 |
| WAR | 3:0 | 0:3 | 1:3 | 1:3 | 1:3 | 0:3 | 0:3 | 1:3 | –   | 0:3 |
| WRO | 3:0 | 3:1 | 3:2 | 3:1 | 3:1 | 1:3 | 3:2 | 0:3 | 3:0 | –   |

## Play-off
|  | Półfinały | Półfinały                   | Półfinały | Półfinały |  |  | Finał | Finał                      | Finał | Finał |
|  |           |                             |           |           |  |  |       |                            |       |       |
|  | 1         | KTS Siarka Enea Tarnobrzeg  | 3         | 3         |  |  |       |                            |       |       |
|  | 4         | Polmlek Lidzbark Warmiński  | 0         | 0         |  |  |       |                            |       |       |
|  |           |                             |           |           |  |  | 1     | KTS Siarka Enea Tarnobrzeg | 3     | 3     |
|  |           |                             |           |           |  |  | 2     | AZS UE Wrocław             | 1     | 0     |
|  | 2         | AZS UE Wrocław              | 3         | 0         |  |  |       |                            |       |       |
|  | 3         | Bebetto AZS AJD Częstochowa | 3         | 0         |  |  |       |                            |       |       |

### Półfinały
| Gospodarze                  | Wynik       | Goście                      |
| 1. półfinał                 | 1. półfinał | 1. półfinał                 |
| --------------------------- | ----------- | --------------------------- |
| KTS Enea Siarka Tarnobrzeg  | 3:0         | Polmlek Lidzbark Warmiński  |
| Bebetto AZS AJD Częstochowa | 0:3         | AZS UE Wrocław              |
| 2. półfinał                 |             |                             |
| Polmlek Lidzbark Warmiński  | 0:3         | KTS Enea Siarka Tarnobrzeg  |
| AZS UE Wrocław              | 3:0         | Bebetto AZS AJD Częstochowa |

### Finał
| AZS UE Wrocław     | 1:3                | KTS Siarka Enea Tarnobrzeg |
| 9 maja 2018, 18:00 | 9 maja 2018, 18:00 | 9 maja 2018, 18:00         |
| ------------------ | ------------------ | -------------------------- |
| Natalia Bajor      | 0:3                | Han Ying                   |
| Ge Xinqi           | 1:3                | Elizabeta Samara           |
| Anna Węgrzyn       | 3:1                | Kinga Stefańska            |
| Natalia Bajor      | 1:3                | Elizabeta Samara           |

| KTS Siarka Enea Tarnobrzeg | 3:0          | AZS UE Wrocław |
| 12 maja 2018               | 12 maja 2018 | 12 maja 2018   |
| -------------------------- | ------------ | -------------- |
| Ying Han                   | 3:0          | Natalia Bajor  |
| Wiktoria Pawłowicz         | 3:2          | Ge Xinqi       |
| Kinga Stefańska            | 3:1          | Anna Węgrzyn   |

## Medaliści
| Lp. | Drużyna                     |
| --- | --------------------------- |
| 1.  | KTS Siarka Enea Tarnobrzeg  |
| 2.  | AZS UE Wrocław              |
| 3.  | Bebetto AZS AJD Częstochowa |
| 3.  | Polmlek Lidzbark Warmiński  |